# ホセ・ペケルマン
ホセ・ネストル・ペケルマン・クライメン（José Néstor Pekerman Krimen, 1949年9月3日 - ）は、アルゼンチン・エントレ・リオス州出身の元サッカー選手、現サッカー指導者。現役時代のポジションはミッドフィールダー（右サイドハーフ）。
世代別アルゼンチン代表監督として有名になり、南米ユース選手権では2度、FIFA U-20ワールドカップでは3度優勝した。2004年から2006年にはアルゼンチン代表を指揮し、2012年にはコロンビア代表監督に就任。2018年まで同国代表の監督を務めた。

## 経歴

### 選手
1970年にAAアルヘンティノス・ジュニアーズからデビューし、1974年までに134試合に出場して12得点を挙げた。1974年にコロンビアのインデペンディエンテ・メデジンに移籍し、101試合に出場して15得点を挙げた。1977年、28歳の時に膝の負傷が原因で現役引退し、家族を支えるためにタクシー運転手など様々な職を転々とした。

### 指導者

#### ユース年代監督
現役引退後にアルゼンチンに戻ると、CAチャカリタ・ジュニアーズやAAアルヘンティノス・ジュニアーズの下部組織の監督を務め、さらにチリのCSDコロコロでも同じポジションに就いた。1994年、アルゼンチンサッカー協会 (AFA) からU-17とU-20世代のアルゼンチン代表監督就任オファーを受けた。この年代の主要大会で主要な功績を挙げていたわけではないため、ペケルマンへのオファーはちょっとした驚きであったが、ウーゴ・トカーリやエドゥアルド・ウルタスンとチームを組んで世代別代表監督に就任した。ペケルマンの在任期間中に、U-20アルゼンチン代表はFIFAワールドユース選手権で3度優勝。カタールで行われた1995年大会、マレーシアで行われた1997年大会、自国開催となった2001年大会で優勝したことから、ペケルマンの愛犬3匹にはそれぞれの国名が付けられた。南米ユース選手権では1997年大会と1999年大会で優勝した。1998 FIFAワールドカップ後にアルゼンチンA代表のダニエル・パサレラ監督が辞任すると、ペケルマンは後任監督のオファーを受けたが、時期尚早であるとして辞退し、代わりに代表全カテゴリーのゼネラル・マネージャー (GM) のポジションに就いた。ペケルマンの推薦によりマルセロ・ビエルサがA代表の監督に就任し、ビエルサ監督は2004年のアテネオリンピックで金メダルを獲得した。
2003年、アルゼンチン人実業家のダニエル・グリンバンクの要請を受けてスペインに渡り、セグンダ・ディビシオン（2部）のCDレガネスのフットボールディレクター (FD) に就任したが、数ヶ月後にプロジェクトは水泡に帰し、ペケルマンはスペインを離れた。2004年にビエルサ監督がA代表監督を辞任すると、ペケルマンはカルロス・ビアンチとともに後任候補のひとりとなったが、数ヶ月前にボカ・ジュニアーズ監督を退任していたビアンチはサッカーから離れて休息を取ることを望んだ。

#### アルゼンチン代表監督
2004年9月15日、アルゼンチン代表監督に就任。世代別代表時代の教え子であるフアン・ロマン・リケルメ、ハビエル・サビオラなど「ペケルマン・チルドレン」と呼ばれる選手たちを率い、2006 FIFAワールドカップ・南米予選では首位ブラジルと勝ち点で並ぶ2位で本大会出場を決めた。大会前のメンバー選考では、実力者のハビエル・サネッティやワルテル・サムエルなどを外したことで批判を受けた。2006 FIFAワールドカップ本大会のグループリーグはオランダ、コートジボワール、セルビア・モンテネグロと同組となり、グループCは「死の組」と目されたが、3試合で2勝1分（8得点1失点）という成績で決勝トーナメント進出を決めた。決勝トーナメント1回戦のメキシコ戦は1-1で延長に突入したが、98分にマキシ・ロドリゲスのボレーシュートが決まって2-1で勝利した。準々決勝では開催国のドイツと対戦。49分にロベルト・アジャラが先制点を挙げたが、80分にミロスラフ・クローゼに同点ゴールを許した。ロベルト・アボンダンシェリが負傷交代したため、リケルメをエステバン・カンビアッソに代えるなど、守備的な選手交代を行ったが、延長戦でも決着がつかず、勝敗の行方はPK戦にもつれ込んだ。PK戦ではドイツの4人がいずれもPKを成功させたが、アルゼンチンはアジャラとカンビアッソが外し、1-1(PK2-4)で大会からの敗退が決定した。準々決勝敗退という結果に終わったことで、大会開幕前のメンバー選考が再び批判の的となった。この敗北後、ペケルマンは代表監督辞任を発表。アルゼンチンサッカー協会のフリオ・グロンドーナは辞任撤回の説得を試みたが、ペケルマンの気持ちは変わらず、後任監督には1994 FIFAワールドカップでもアルゼンチン代表の指揮を執ったアルフィオ・バシーレが就任した。

#### 2007年-2010年
2007年5月30日、指導者としてのキャリアを再開し、同じアルゼンチン人のアメリコ・ガジェゴ監督の後任としてメキシコのデポルティーボ・トルーカFC監督に就任した。クラウスーラ2008終了後に退任し、ホセ・マヌエル・デ・ラ・トーレ監督に引き継いだ。2009年2月23日、成績不振により解任されたマヌエル・ラプエンテ監督の後任としてUANLティグレス監督に就任した。クラウスーラ2009後に解任され、後任監督にはダニエル・グスマン監督が就任した。2010年7月、オーストラリア代表監督や日本代表監督就任に向けて真剣な話し合いを行っていると報じられたが、結局はいずれの監督にも就任しなかった。

#### コロンビア代表監督
2012年1月5日、コロンビアサッカー連盟がペケルマンのコロンビア代表監督就任を発表した。メキシコとの親善試合が初采配試合となり、完全に試合を支配して2-0で勝利を収めた。2014 FIFAワールドカップでは、グループCで日本、コートジボワール、ギリシャと同じチームに入り、ハメス・ロドリゲスなどの活躍により、グループを首位で通過。ベスト8を賭けたウルグアイ戦では2-0で勝利し、代表初のベスト8へと導いた。ベスト8では、開催国ブラジルに敗れたが、この大会での活躍は評価された。2018 FIFAワールドカップでは、グループHで日本、セネガル、ポーランドという組に入り、初戦を落としたものの、首位で通過した。ベスト16では、イングランドにPK戦の末、敗れた。

#### ベネズエラ代表監督
2021年12月1日、ベネズエラ代表の監督に就任したことが発表された。監督としての初戦は2022年1月28日に行われたボリビア代表戦であったが、4-1で快勝した。2022 FIFAワールドカップ・予選ではそのボリビア戦こそ勝利したものの続く3試合で3連敗を喫し、本大会出場は叶わなかった。
2023年3月7日、ベネズエラサッカー連盟側の契約違反があったとして自身から辞任を発表した。その後、連盟側もペケルマンの過失を指摘するなど暗い幕引きとなった。

## 家族
ペケルマンの祖父母はウクライナからの移民であり、エントレ・リオス州の移民地に定住した。ペケルマンの祖父には放言癖があり、祖父によるとグレゴリー・ペックは彼の甥だというが、おそらく冗談である。

## タイトル
いずれも指導者として

### 代表
U-20アルゼンチン代表
- FIFAワールドユース選手権 (3) : 1995, 1997, 2001
- 南米ユース選手権 (2) : 1997, 1999

### 個人
- 南米年間最優秀監督賞 (3) : 2012, 2013, 2014